# Looking for Langston
Looking for Langston ist ein britischer Schwarz-Weiß-Film aus dem Jahr 1989, unter der Regie von Sir Isaac Julien. Er selbst bezeichnet den Film als Doku-Drama über den Schriftsteller Langston Hughes und die Harlem Renaissance. Diese Arbeit von Isaac Julien gehört zum New Queer Cinema.

## Handlung
Looking for Langston ist eine lyrische Erkundung, poetische Hommage und Nachstellung – der privaten Welt des Dichters, Romanciers, Dramatikers, Kolumnisten und Sozialaktivisten Langston Hughes (1902–1967) und der Schwarzen Community aus Künstlerinnen und Künstlern, die in den 1920er-Jahren die literarische und künstlerische Bewegung der Harlem Renaissance bildeten.
Im Harlem der 1920er Jahre durchstreift Alex das schwule Nachtleben auf der Suche nach Beauty, in den er sich unsterblich verliebt hat. Dabei entwickelt sich ein erotischer Film über eine narzisstische Subkultur junger schöner schwarzer Männer. Er balanciert zwischen Bildern, Gedichten, dramatischen Spielszenen und authentischem Archivmaterial aus dem Harlem der 1920er Jahre, die mit Blues-Musik unterlegt sind.

## Produktion
Regisseur Sir Isaac Julien war während der Arbeit an diesem Film Teil des Sankofa Film and Video Collective, das sich für die Entwicklung des unabhängigen Schwarzen Filmschaffens einsetzte. Unterstützt wurde er durch den Filmkritiker und Kurator Mark Nash, der für die Archiv- und Filmrecherche zuständig war.

## Rezeption
Für die amerikanische Filmtheoretikerin B. Ruby Rich, die den Begriff „New Queer Cinema“ kreierte, gilt Looking for Langston und die filmische Arbeit von Isaac Julien als modellhaft. Der Film gilt ebenfalls auf dem Gebiet der African American Studies als richtungweisend und ist seit fast 30 Jahren Teil des Lehrplans an nordamerikanischen Universitäten, Colleges und Kunsthochschulen.
Tate Britain hat den Film in ihre Dauerausstellung im Hauptgeschoss des Museums aufgenommen. Laut der Tate-Kuratorin Aicha Mehrez bricht Looking for Langston „mit den traditionellen Grenzen zwischen verschiedenen Kunstformen.“

## Auszeichnungen
- Internationale Filmfestspiele Berlin 1989 Teddy Award 1989 for Best Short Film
- Internationale Filmfestspiele Berlin 2016 Teddy Award 2016 ("30 Jahre Teddy")
- Internationale Filmfestspiele Berlin 2025 Teddy Award 2025, Gewinner Best Feature Film